# آي كاب
الآي كاب هو متصفح شبكة الانترنت لأجهزة ماكنتوش من تصميم أليكساندر كلاوس والمستوحى من متصفح كريستال من شركة أتاري الذي يعمل على أجهزة الحواسيب المتوافقة مع نظام تشغيل أتاري. حيث يعد من أكثر برامج أجهزة ماكنتوش تحديثا التي تستخدم معالج موتورولا 68000 الذي يمتاز بالتصفح المبوب. 

يمكن تحميل هذا البرنامج والتمتع بكامل مزاياه من شبكة الانترنت ولكن المزعج هو ظهور رسالة بشكل دوري تطلب من المستخدم تسجيل البرنامج وترقيته إلى الاحترافية.

## الإصدارات

### آي كاب 2
لم تعد هذه النسخة متوفرة للتحميل ولكن يمكن تحميل نسخة آي كاب 2.9.9 وتسجيلها، حيث تدعم معالج موتورولا 68000 ومعالج باور بي سي لماكنتوش التي تعمل بنظام تشغيل رقم 7.5 ونظام تشغيل ماك9.2.2.

### آي كاب 3
تم تحديث متصفح آي كاب 3 ابتداء من يناير 2008، حيث يعمل هذا الإصدار على معالجات باور بي سي المستخدمة في أنظمة تشغيل ماك8.5 ونظام تشغيل ماك9.2.2 أو معالج باور بي سي أو انتل المتوافقان مع نظام تشغيل ماك10.1 فما بعده.

### آي كاب 4
تم إعادة كتابة صيغة متصفح الآي كاب 4 ليتم استخدام واجهة برمجة التطبيقات كاكاو ومحرك ويبكت. يتوافق هذا الإصدار مع معالجات باور بي سي أو انتل حيث يمكن تشغيله على أنظمة تشغيل ماك 10.3.9 فما بعدها.

## تاريخه
تعرض متصفح آي كاب للكثير من الانتقاد لعدم دعمه صفحات الطرز المتراصة ونموذج كائن المستند. بعدها أصدر أي كاب 3 الذي أظهر مزايا هذا المتصفح ومن بينها دعمه لصفحات الطرز المتراصة 2 والترميز الموحد. ثم تحول آي كاب 4 لاستخدام محرك ويبكت مما أكسبه نفس مزايا متصفح سفاري من شركة أبل.

وفي السابع من يونيو من عام 2009 أصبح آي كاب 4.6 الذي يستخدم محرك ويبكت أول متصفح يجتاز اختبار أسيد 3 بنسبة مائة في المائة. تم إطلاق الإصدار الرابع من متصفح سفاري بعدها بيوم واحد وعرف رسميا كأول متصفح يجتاز اختبار أسيد 3.

## المزايا
يمتاز متصفح آي كاب بوجود فلتر يساعد المستخدم على تجنب تحميل المحتويات غير المرغوب بها كالإعلانات وغيرها. حاليا، يأتي آي كاب مزودا بفلترين (للإعلانات ومقاطع الفيديو)، وتضيف غيرها من الفلاتر مزايا أخرى كفلتر مقاطع الفيديو من اليوتوب التي تضيف رابط للتحميل على جميع صفحات اليوتوب التي يتم تصفحها.
كما أن لمتصفح الآي كاب مزايا تجعله مفيدا لمطوري المواقع الإلكترونية، ومن بين هذه المزايا: تدقيق لغة النصوص التشعبية وخيار التحديث التلقائي لصفحة الويب ومفتش لمواقع الويب ولصفحات الطرز المتراصة ومصحح للغة البرمجة الجافا سكريبت ووحدة تحكم. إن خيار التحديث التلقائي الذي يوفره متصفح آي كاب تعيد كتابة صفحة الويب من القرص الصلب المحلي حيث يعيد تحميل الصفحة بشكل تلقائي متى ما تم حفظ التغييرات على القرص المحلي. أما مدقق صحة بناء لغة النصوص التشعبية فيظهر وجهاً مبتسما في شريط الحالة أو على شريط الأدوات. وعند الضغط على الوجه المبتسم، ستظهر للمستخدم قائمة بجميع الأخطاء الموجودة في الصفحة إضافة إلى تقرير عن الأخطاء من قائمة الأدوات. أما الضغط المزدوج على الخطأ فسيظهر مصدر الصفحة مع تظليل الخطأ البنائي. ظهر مدقق صحة بناء لغة النصوص التشعبية لأول مرة في البرنامج الذي أطلقه المصمم ذاته وهو «كاب».
ويسمح مدير تحميل متصفح الآي كاب للمستخدم بدء التحميل وإيقافه واستئنافه إضافة إلى استعراض كل ما تم تحميله، حيث يدير تاريخ التحميل ويدعم خيار تحميل صفحة واحدة أو موقع بأكمله. كما يمكن حفظها كأرشيف متنقل للويب (بصيغة ملف مضغوط يحتوي على لغة النصوص التشعبية وصور وغيرها من الملفات) أو ملفات مستقلة على القرص المحلي.
ومن مزايا الآي كاب الأخرى:
- التصفح المبوب.
- دعم لغة البرمجة جافا سكريبت ولصفحات الطرز المتراصة.
- دعم لغات متعددة من بينها العربية.
- فلتر للصور والإعلانات.
- متوافق مع اختبار أسيد 2.
- إعادة تحميل صورة مستقلة دون الحاجة إلى إعادة تحميل الصفحة بأكملها.

## وصلات خارجية
- صفحة التقنية على موقع W3
- تعلم CSS
- صفحة أسيد3
- صورة النتيجة النهائية للاختبار
- صفحة الاختبار في موقع مشروع معايير الويب